# Осада Плимута
Осада Плимута — эпизод Первой гражданской войны в Англии, когда роялисты осадили удерживаемый парламентским гарнизоном порт Плимут в Девоне.
За исключением краткого перерыва в июле 1644 года, город был изолирован большую часть периода с августа 1642 года по январь 1646 года; однако сохранение контроля над морем позволяло снабжать гарнизон продовольствием и подкреплениями.
Роялисты осознавали, что это чрезвычайно затрудняло захват города, и обычно ограничивались сухопутной блокадой. Однако было предпринято две серьёзные попытки захватить город: первая — с октября по декабрь 1643 г., вторая — с января по февраль 1645 г. Окончательно осада была завершена в феврале 1646 г.

## Предыстория
Когда в августе 1642 года началась война, парламентские силы взяли под контроль большую часть южной и западной Англии, включая порты Плимут и Эксетер, а также большую часть Королевского флота. Это помешало попыткам роялистов ввозить оружие и солдат из континентальной Европы.
Вскоре Плимут был отрезан силами роялистов, которые разместили свою штаб-квартиру в соседнем Плимстоке. Они препятствовали доставке припасов по суше и блокировали подачу пресной воды; Поскольку беженцы увеличили население до более 10 тыс. человек, это привело к распространению болезней, включая тиф. Однако роялисты не имели средств для захвата города силой, и предложившему сдаться их посланнику отказали и приказали никогда не возвращаться. Подкрепления были отправлены в Плимут по морю, и каждый житель города должен был принести клятву защищать город до последнего.
К концу сентября 1642 года Девон находился под контролем парламента, а роялисты под руководством сэра Ральфа Хоптона обеспечили себе Корнуолл. На ранних этапах войны большинство солдат с обеих сторон были плохо обученными и оснащенными ополченцами. Исключением был Плимут, где гарнизоном командовал полковник Уильям Ратвен и контингент опытных шотландских наемников; их возвращавшийся из Ирландии в начале октября корабль остановился, чтобы забрать припасы, и парламентский городской совет нанял их для защиты города.
Парламентский контроль над Королевским флотом сделал Плимут практически неприступным с моря и позволил доставлять припасы и подкрепления по мере необходимости. Гарнизон построил оборону на возвышенности к северу, укрепив её от нападения с суши; опорные пункты были построены в Липсоне, Холиуэлле, Модлине, Пенникомикике и Нью-Уорке. Дополнительные крепости в Липсон-Милл и Стоунхаус предотвратили обстрел города с суши, что очень затруднило его захват.
13 июля 1643 года Хоптон нанес серьёзное поражение «Армии Южной ассоциации» Уоллера при Раундвэй-Дауне, что изолировало парламентский гарнизон с запада. 26 июля принц Руперт штурмом взял второй по величине город Великобритании Бристоль и место высадки подкреплений из Ирландии. Эксетер сдался принцу Морису 4 сентября, сделав Плимут главным парламентским анклавом в Западной стране.
Успех роялистов привел к ряду дезертирств, в том числе командующего гарнизоном островом Святого Николая сэра Александра Кэрью. Это была ключевая оборонительная позиция, поскольку захват роялистами горы Баттен блокировал проход кораблей в главную гавань; В августе Кэрью приказал своим людям открыть огонь по входящему в гавань парламентскому военному кораблю. Они отказались, и он якобы избежал линчевания только после вмешательства капитана корабля; будучи доставленным в Лондон в декабре 1644 года был казнён за измену.

## 1643 год
Вместо того чтобы немедленно атаковать Плимут, принц Морис сначала захватил Дартмут, который продержался до начала октября. Хотя кавалерия роялистов начала сухопутную блокаду 15 сентября, осадные операции начались только в середине октября, что позволило Лондону послать 500 солдат под командованием опытного полковника Джеймса Уордлоу, ставшего командиром гарнизона.
21 октября роялисты начали подготовку атаки на форт Стэмфорд, изолированную позицию, построенную на полуострове, который, по их мнению, управлял Плимут-Саундом. Несмотря на сопротивление, форт был захвачен 5 ноября, но роялисты мало что получили от своей победы. Пушка, размещенная на горе Стэмфорд, не могла остановить заходящие в Плимут-Саунд с припасами корабли, в то время как отказ от этих укреплений снизил нагрузку на гарнизон.
Дальнейшие атаки были легко отбиты, самая серьёзная из них произошла 3 декабря. Тогда роялисты под руководством местного проводника воспользовались отливом, чтобы захватить заставу в Лайра-Пойнт. Подкрепления попытались отбить его, но были вынуждены отступить к месту, которое сейчас называется «Парком Поля Свободы», где они удерживали позиции в течение нескольких часов. Это позволило собрать дополнительные парламентские войска; будучи в меньшинстве, роялисты отступили, но большая часть их арьергарда была отрезана наступающим приливом. Осада была снята 25 декабря, хотя роялисты сохранили форт Стэмфорд и продолжили блокаду.

## После 1643 года
В январе 1644 года Уордлоу на посту командующего сменил полковник Уильям Гулд; блокада была снята на короткий период в июле, когда граф Эссекс Роберт Деверё перевел свою армию на юго-запад. Гулд умер в июле, и его место занял полковник Мартин, занявшийся постоянными атаками на аванпосты роялистов.
После победы над Эссексом при Лостуитиеле в сентябре 1644 года основная армия роялистов из Оксфорда под командованием Карла I прибыла к Плимуту и потребовала его капитуляции. Поскольку парламент все ещё контролировал море, осаждённые могли получать припасы и подкрепления, включая полк под командованием опытного полковника Джона Бёрча. Это позволило гарнизону отказаться от сдачи, а поскольку армия роялистов срочно требовалась в другом месте, Карл для продолжения блокады оставил незначительные силы под командованием сэра Ричарда Гренвилла.
В январе 1645 года Гренвилл предпринял крупную атаку, в ходе которой были захвачены некоторые из отдаленных оборонительных крепостей, но был отбит, а в феврале гарнизон вернул себе гору Баттен, что означало конец серьёзных усилий по захвату города. Блокада окончательно закончилась в декабре 1645 года, когда на запад Англии прибыла армия нового образца.